# نادژدا چرنیشووا
نادژدا چرنیشووا (انگلیسی: Nadezhda Chernyshyova; ۲۱ مارس ۱۹۵۱ – ۳ مهٔ ۲۰۱۹) اهل روسیه بود.